# Setzebach
Der Setzebach, auch Setzelbach genannt, ist ein knapp 5,4 km langer, südöstlicher und orographisch linker Zufluss der Losse im Landkreis Kassel in Nordhessen (Deutschland).

## Verlauf
Der gänzlich im Geo-Naturpark Frau-Holle-Land (Werratal.Meißner.Kaufunger Wald) verlaufende Setzebach entspringt in der Söhre. Seine Quelle liegt rund 650 m nordnordöstlich des Großen Belgerkopfs (499,9 m ü. NHN) und etwa 900 m westnordwestlich des Michelskopfs (ca. 485 m), an dem sich die beiden Michelskopfseen erstrecken. Nahe einem Waldweg verläuft sie auf etwa 406 m Höhe.
Der überwiegend nordwestwärts strebende Setzebach fließt anfangs durch den Stiftswald Kaufungen und verläuft dann unterhalb des Wirtshauses Waldschänke Forellengrund, wo sich ein Trimm-Dich-Pfad, eine Wassertretstelle und ein Parkplatz befinden, durch den Setzebachgrund. Dort mündet von Süden der Ahlgraben ein.
Am Ausgang des Setzebachgrunds wird der Setzebach künftig im Abschnitt zwischen dem neu entstehenden Autobahndreieck Kassel-Ost (an der Bundesautobahn 7) und der geplanten Anschlussstelle Helsa-Ost, der sich derzeit in der Planfeststellung befindet, von der Bundesautobahn 44 überbrückt sein. Danach unterquert der Bach die Bundesstraße 7.
Etwa 500 m weiter nördlich unterquert der dort entlang des Westrandes von Niederkaufungen fließende Setzebach erst die Bahnstrecke Kassel–Waldkappel (Lossetalbahn) und dann im Abschnitt Niederkaufungen–Papierfabrik die Kreisstraße 5, um etwas weiter nordwestlich davon auf etwa 178 m Höhe in den östlichen Fulda-Zufluss Losse zu münden.

## Einzugsgebiet und Zuflüsse
Der größte Zufluss des Setzebachs, dessen Einzugsgebiet 8,208 km² groß ist, ist der 2,2 km lange Ahlgraben, der linksseits im oberhalb von Niederkaufungen gelegenen Setzebachgrund nahe Setzebachkilometer 2,45 einmündet.